# Idaho City
Idaho City és una població dels Estats Units a l'estat d'Idaho. Segons el cens del 2000 tenia 458 habitants.

## Demografia
Segons el cens del 2000, Idaho City tenia 458 habitants, 191 habitatges, i 119 famílies. La densitat de població era de 252,6 habitants/km².
Dels 191 habitatges en un 34,6% hi vivien nens de menys de 18 anys, en un 46,1% hi vivien parelles casades, en un 12% dones solteres, i en un 37,2% no eren unitats familiars. En el 30,9% dels habitatges hi vivien persones soles el 5,8% de les quals corresponia a persones de 65 anys o més que vivien soles. El nombre mitjà de persones vivint en cada habitatge era de 2,38 i el nombre mitjà de persones que vivien en cada família era de 3.
Per edats la població es repartia de la següent manera: un 29,3% tenia menys de 18 anys, un 6,1% entre 18 i 24, un 28,4% entre 25 i 44, un 28,4% de 45 a 60 i un 7,9% 65 anys o més.
L'edat mediana era de 37 anys. Per cada 100 dones de 18 o més anys hi havia 95,2 homes.
La renda mediana per habitatge era de 28.068 $ i la renda mediana per família de 33.295 $. Els homes tenien una renda mediana de 25.750 $ mentre que les dones 20.000 $. La renda per capita de la població era de 13.370 $. Aproximadament el 17,3% de les famílies i el 19,3% de la població estaven per davall del llindar de pobresa.

## Poblacions més properes
El següent diagrama mostra les poblacions més properes.